# Ferocactus latispinus

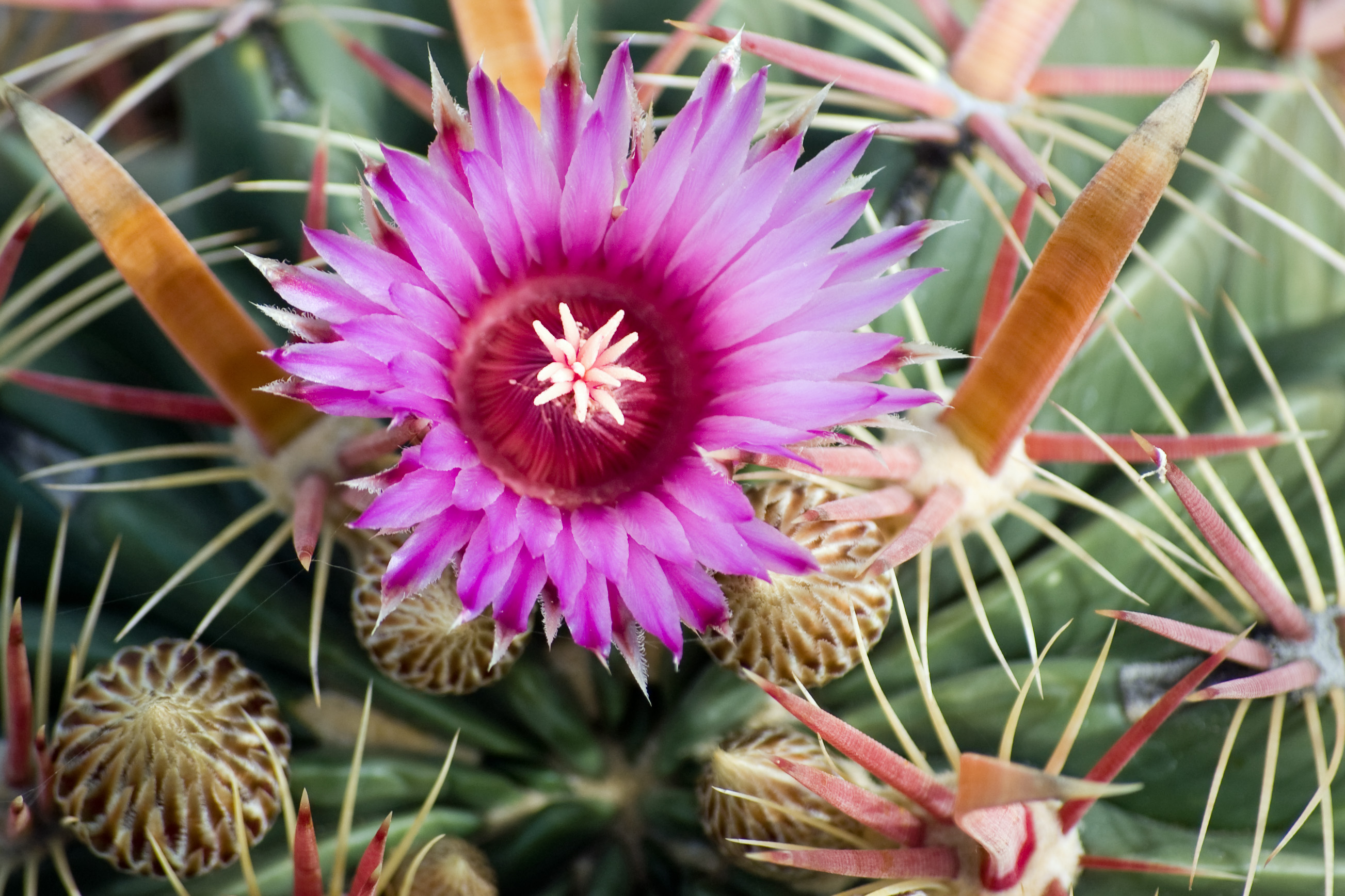
Blüte

Ferocactus latispinus ist eine Pflanzenart aus der Gattung Ferocactus in der Familie der Kakteengewächse (Cactaceae). Das Artepitheton latispinus leitet sich von den lateinischen Worten latus für ‚breit‘ sowie -spinus für ‚-bedornt‘ ab und verweist auf die breiten, flachen Mitteldornen der Art.

## Beschreibung
Ferocactus latispinus wächst einzeln mit niedergedrückt kugelförmigen bis abgeflachten, hellgrünen Trieben und erreicht bei Durchmessern von 40 Zentimetern Wuchshöhen von bis zu 30 Zentimeter. Es sind etwa 21 scharfkantige, gehöckerte Rippen vorhanden. Die Dornen sind rötlich bis gelblich bis weißlich gefärbt. Von den vier Mitteldornen sind die oberen drei aufsteigend, gerade, abgeflacht und quer gebändert. Sie sind bis zu 4 Zentimeter lang und bis zu 4 Millimeter breit. Der unterste Mitteldorn erreicht eine Länge von bis zu 5 Zentimeter und eine Breite von bis zu 9 Millimeter. Er ist abgeflacht, quer gebändert und besitzt eine gebogene oder hakige Spitze. Die 5 bis 15 ausgebreiteten Randdornen sind gerade oder leicht gebogen. Die Mehrzahl von ihnen ist quer gebändert, einige sind abgeflacht.
Die trichterförmigen Blüten sind etwas purpurrosafarben oder gelb und erreichen eine Länge von bis zu 4 Zentimeter und weisen ebensolche Durchmesser auf. Die Blüten sind dicht mit ziegelförmigen Schuppen besetzt, die bewimpert sind. Die bis zu 2 Zentimeter langen Früchte sind eiförmig und mit Schuppen besetzt.

## Verbreitung, Systematik und Gefährdung
Ferocactus latispinus ist in Zentralmexiko verbreitet.
Die Erstbeschreibung als Cactus latispinus erfolgte 1824 durch Adrian Hardy Haworth. Nathaniel Lord Britton und Joseph Nelson Rose stellten die Art 1922 in die Gattung Ferocactus. Weitere nomenklatorische Synonyme sind Mammillaria latispina (Haw.) Tate (1840), Echinocactus recurvus var. latispinus (Haw.) Mittl. (1841), Echinocactus latispinus (Haw.) Hemsl.(1880), Ferocactus recurvus var. latispinus (Haw.) G.Unger (1992), Bisnaga recurva subsp. latispina (Haw.) Doweld (1999) und Bisnaga latispina (Haw.) Doweld (2000). 
Es werden folgende Unterarten unterschieden:
- Ferocactus latispinus subsp. latispinus
- Ferocactus latispinus subsp. greenwoodii (Glass) N.P.Taylor
- Ferocactus latispinus subsp. spiralis (Karw. ex Pfeiffer) N.P.Taylor

In der Roten Liste gefährdeter Arten der IUCN wird die Art als „Least Concern (LC)“, d. h. als nicht gefährdet geführt.

## Nachweise